# BMForum
BMForum是開放源代碼的免費論壇程序項目。基於PHP+MySQL兩種開源項目開發，是一款支持UTF-8國際化編碼的項目。該論壇提供包括RSS、Tags以及大量的AJAX技術等新興功能，同時內置了邀請註冊方式和可視化發帖器。

## 外部連結
- 官方網站：BMForum（页面存档备份，存于）